# Everything but the Girl
«Everything but the Girl» — британский музыкальный дуэт, образованный в городе Халле в 1982 году вокалисткой Трэйси Торн и музыкантом и композитором Беном Уоттом. Торн тогда участвовала также в трио Marine Girls. Оба они в одно и то же время учились в университете города Халла. В настоящее время музыканты дуэта стараются не афишировать свою личную жизнь, однако известно, что они являются мужем и женой и воспитывают троих детей.

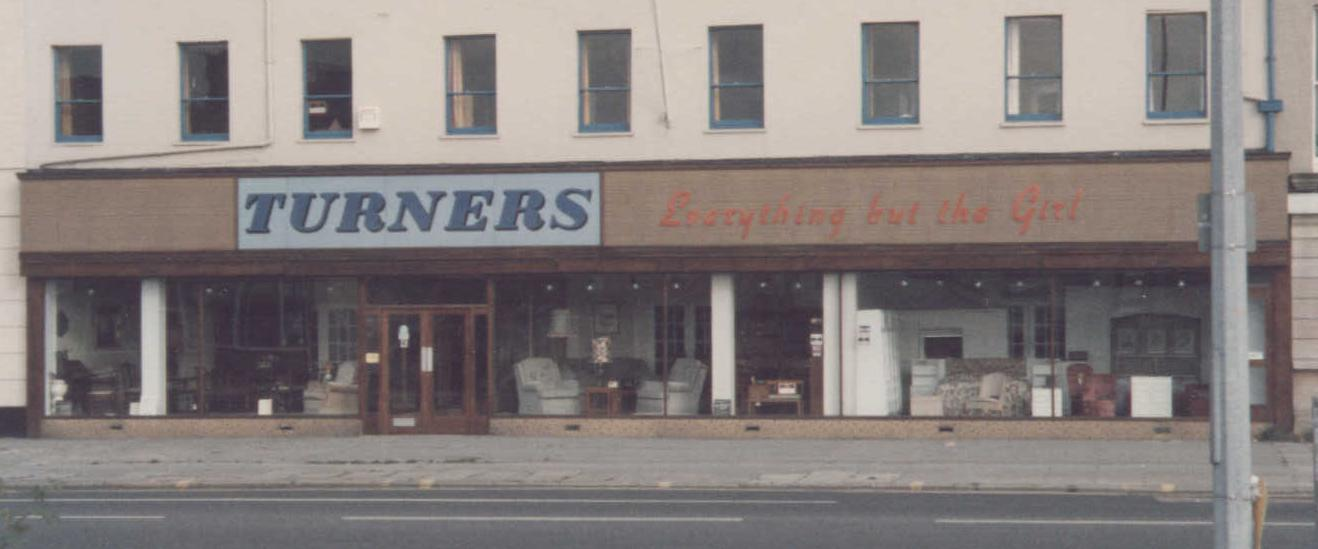
Вывеска мебельного магазина, давшая название группе

Название группы переводится с английского как «Всё, кроме девушки» и было взято из рекламного слогана местного мебельного магазина. Смысл этого слогана — в оригинале англ. «for your bedroom needs, we sell everything but the girl» — в том, что рекламируемый магазин «для вашей спальни продаёт всё, кроме девушки».

## История
Участники дуэта познакомились в 1981 году, одновременно поступив в Университет Халла — Трейси на факультет английской литературы, Бен — на философский. Трейси в то время состояла в женской пост-панк группе Marine Girls, о которой уже несколько раз успел написать NME, заодно распространив их записи. Группа также к тому моменту смогла записать полноценный альбом, но дальнейший интерес к единому стилю у участниц пропал, и каждая отправилась в индивидуальный творческий поиск.
Бен также успел записать сольный альбом и располагал некоторыми контактами с лейблом Cherry Red. Бен заметил Трейси именно когда она в составе Marine Girls выступала в одном из клубов на окраине Лондона в начале 81-го года. Осенью того же года они встретятся в баре университетского кампуса, и, разговорившись, сразу поймут, что у них очень много общих интересов в музыке и отношении к политике и обществу.
Именно благодаря знакомствам Бена дуэт смог записать первые синглы, получившие большое внимание со стороны критиков и слушателей. Первый совместный сингл дуэта назывался «Night And Day». Тогда ещё не было названия дуэту, но выпускающий лейбл требовал какого-то названия. Тогда и родилось название Everything But The Girl с вывески магазине в Халле, недалеко от которого ребята жили. В 1983 году дуэт выпустил песню Each and every one, мягкую элегию в стиле босса-нова, затем в 84-м Native land про пригороды Лондона и Mine про молодую мать-одиночку. Стиль дуэта критиками был приписан к easy-listening, что очень раздражало Трейси, которая считала музыку и особенно лирику совсем не easy (лёгкой), а скорее жёсткой и драматичной. В то же время Лондон охватывает мода на популяризацию джаза и босса-новы. Яркими представителями этого жанра стали Sade (которые записывали свой первый альбом в одной студии с Беном и Трейси) и Simply Red. Несмотря на возражения Трейси, дебютный альбом Eden, вышедший весной 1984 года был выдержан именно в модном джазовом звучании. Альбом был готов ещё в 83-м году и дуэт уже даже прокатился по стране с промовыступлениями, однако выпускающая компания придержала релиз альбома, как следует предварительно раскрутив его. В последующем творчестве дуэт будет стремительно уходить в более гитарную поп-музыку.
Запись дебютного альбома в 83-84 годах сопровождалась учёбой на последних курсах, подготовке к экзаменам и логичной дилеммой, кем быть — музыкантом или продолжить дело по полученной в университете специальности. Дуэт решил в пользу музыки. Следующий альбом — Love Not Money — выйдет в 1985 году и будет скорее рок-н-ролльный, нежели джазовый. С выходом альбомов у дуэта появились гастрольные обязательства перед их выпускающей компанией. Дуэт столкнулся с непривычными сложностями гастрольной жизни, к которым однако музыканты быстро привыкли.
В 1985 году EBTG выпускают второй альбом Love Not Money, хотя во многих странах Европы, а также и в Америке раскручивается ещё первый. Второй альбом записан скорее в стиле рок-н-ролл с лёгким налётом популярной музыки 50-60-х годов. Его раскрутку сопровождали два сингла — «When All’s Well» и «Angel». Теперь музыканты отправляются на концерты уже за пределами Великобритании — они посещают Бельгию, Германию, Нидерланды. А летом 1985 года дуэт посещает Москву в рамках «XII-го Международного фестиваля молодёжи и студентов». Там музыканты должны были дать 35-минутное выступление в «Зеленом театре» Парка Горького на разогреве перед выступлением группы «Земляне», однако уже на третьей песне начался ливень и концерт остановили, так как организаторы не были готовы к изменению погоды. Позже фирма грамзаписи «Мелодия» выпустит на пластинке песни дуэта под названием «По Концертным Залам XII Всемирного Фестиваля Молодёжи и Студентов в Москве 1985 г.». Осенью того же года EBTG приезжают с концертами в Америку, где в небольшом туре выступают в лучших джазовых клубах.
В начале 1986 года дуэт думает о новом звучании, новом образе, новой философии своей музыки. Трейси для вдохновения обращается к женским образам Голливуда, сама стрижётся под Луизу Брукс, и вместе с подругой из группы Go-Betweens углубляется в изучение феминизма 50-60 годов. Бен, проникаясь идеями голливудского блеска ретро, предлагает написать новый альбом с включением секций оркестра. Процесс записи весной 1986 года проходил так — Трейси приносила тексты и напевала мелодию, затем уже Бен формировал аранжировку, а затем несколько дней подбирал партитуры для работы с оркестром. По признанию самой Трейси, было непривычно и даже тяжело записывать новые песни, не проигрывая их на гитаре, как она делала все предыдущие записи. Альбом Baby The Stars Shine Bright вышел в августе 1986 года. Многие критики назвали альбом неожиданным, свободным. И именно к этому стремился дуэт — каждый раз удивлять своих слушателей новым стилем, каждый раз стремиться «вылезать из коробки». Летом того же года группа проехалась с небольшим туром по Великобритании, а 14 октября дала большой концерт с оркестром в престижном зале Royal Albert Hall. Затем в ноябре-декабре дуэт отправился в тур в США.
В начале 1987 года Бен приобрёл новый синтезатор Yamaha и драм-машину, и начал внимательно изучать процесс сочинения новой музыки с их помощью. Трейси в свою очередь, писала новые песни привычным ей способом — наигрывая в спальне на гитаре или на пианино. Так, из двух половин — современной, компьютерной и старомодной, гитарной — стал формироваться материал нового альбома. Одинаково и Бен, и Трейси в свои 25 ощущали себя много старше своего возраста, и это также отражалось в более спокойной музыке и «зрелых» проблемах текстов. Но записывающая компания, услышав материал, осталась недовольна, назвав песни непреодолимо скучными и занудными. Бен за несколько дней написал ещё несколько новых более ритмичных песен, и уже со второй попытки, хоть и очень не уверенно, лейбл согласился выпустить альбом. Им стал Idlewild, вышедший в феврале 1988 года. С альбома выпустили два сингла — «Love Is Here Where I Live» и «These Early Days». Хотя критики и многие поклонники посчитали альбом очень хорошим, продажи по сравнению с предыдущими тремя альбомами были весьма вялыми. Это отразилось и на туре в поддержку альбома. Часто дуэт выступал в крохотных аудиториях, в которых едва собиралось 50—60 человек. Но летом того же года дуэт записывает кавер-версию песни Рода Стюарта «I Don’t Want To Talk About It», и ситуация резко меняется. Песня стала хитом, добравшись в чарте Великобритании до 3-го места. Группу впервые пригласили в популярную телепередачу Top Of The Pops, а альбом Idlewild был переиздан с включением этого кавера. После успеха сингла группа снова стала получать большое количество приглашений на концерты, и стала вхожа в закрытые тусовки и звёздные сообщества Лондона.
После слабых продаж альбома Idlewild, вялого спроса на концерты и общей безысходности в собственном творчестве, Бен и Трейси согласились записать «правильный альбом». Для этого они вышли на американского музыканта и продюсера Томми Липуму. Он пригласил их к себе и предложил показать ему демо-версии, наработки и в принципе, потенциал. В течение дня дуэт музицировал с Томми, большая часть материала была импровизацией. Но Томми это устроило. Единственным условием было то, что запись будет происходить в Калифорнии с его музыкантами. Трейси было непривычно, так как здесь работа проходила более «кипучим» образом, все было организовано по часам, каждый человек отвечал за каждый миллиметр работы. Но тем не менее, результат понравился и Бену и Трейси. По окончании каждой студийной сессии Трейси загорала у бассейна с бокалом вина на дорогой вилле. Но когда запись подошла к концу, стало понятно, что за процесс записи, и даже виллу с вином, надо платить деньги, и не малые. Впрочем, первый сингл Driving с нового альбома был вполне успешным на радиостанциях Америки. Тогда местные радиожурналисты стали разделять поп-музыку на просто поп и поп «для взрослых» — Contemporary Adult. Под эту категорию одинаково попадали и EBTG, и Simply Red, и Kenny G, и Sade, и даже Enya… В Великобритании в то время происходил прорыв клубной танцевальной электронной музыки, и более сложная для понимания, интеллектуальная или изысканная музыка не воспринималась, и не ротировалась.
В феврале 1990 года вышел новый альбом Language Of Life. А дуэт отправился в продолжительные гастроли по США, а в начале 91-го года — в Европе. Гастроли оказались неудачными. В Великобритании поп-музыка резко сместилась в клубную сторону, хитами становились песни, выходящие из субкультуры. И академическая поп-музыка для ума оказалась невостребованной. Часто залы были заполнены только наполовину, иногда концерт или отменялся или переносился в залы на 600—700 мест. В США ситуация с посещаемостью была несколько лучше, но здесь дуэт столкнулся с постоянными техническими проблемами. В перерывах между гастролями дуэт записывает новый материал, но делает это только ради контрактных обязательств. Результатом стал вышедший в октябре 1991-го альбом Worldwide. Альбом прошёл незамеченным, плохо продавался и был проигнорирован критиками. Чёрная полоса для дуэта завершилась резким ухудшением здоровья Бена. Сначала в течение 1992 года у него обострилась астма, позже развившаяся в синдром Черга-Штраусса. Дуэту на какое-то время пришлось оставить творческую деятельность.
Осенью 92-го года Бен окончил курс восстановительной терапии после ряда операций, но до конца года возникали проблемы со здоровьем. Однако из-за этих событий дуэт не потерял тягу к написанию музыки, но теперь отношение к ней поменялось. Теперь им уже не хочется записывать что-то, чего требует лейбл, но нравится им самим. Им также не хочется сильно экспериментировать с музыкой. Первой попыткой возвращения на сцену стал мини-альбом The only living boy in New York, вышедший в ноябре 1992 года. В клипе и Бен, и Трейси не открывают рот под фонограмму — таково было решение режиссёра Хэла Хартли, который боялся фальшивых эмоций во время исполнения песни под фонограмму. Новый сингл стал возрождать былую страсть к написанию, но уверенно говорить о новом альбоме дуэт не мог. Поэтому было принято решение выпустить сборник лучших хитов Home Movies. The Best Of Everything But The Girl. В декабре того же года дуэт дал первое за последние полтора года выступление — небольшой акустический концерт после премьеры фильма Хэла Simple Men. Этот концерт был записан и затем выпущен на CD (альбом Acoustic), чтобы вместе со сборником хитом немного отвлечь поклонников, пока будет записываться новый материал.

## Дискография

### Студийные альбомы
| Год  | Альбом                              | Примечания                                                                  |
| ---- | ----------------------------------- | --------------------------------------------------------------------------- |
| 1984 | Eden                                |                                                                             |
| 1985 | Love Not Money                      |                                                                             |
| 1986 | Baby the Stars Shine Bright         |                                                                             |
| 1988 | Idlewild                            |                                                                             |
| 1990 | The Language of Life                |                                                                             |
| 1991 | Worldwide                           |                                                                             |
| 1992 | Acoustic                            |                                                                             |
| 1992 | Essence & Rare 82-92                | диск вышел только в Японии                                                  |
| 1993 | Home Movies                         |                                                                             |
| 1994 | Amplified Heart                     |                                                                             |
| 1996 | Walking Wounded                     |                                                                             |
| 1996 | The Best of Everything but the Girl |                                                                             |
| 1999 | Temperamental                       |                                                                             |
| 2003 | Like the Deserts Miss the Rain      |                                                                             |
| 2005 | Adapt Or Die: Ten Years Of Remixes  | сборник ремиксов, Virgin, 14 марта 2005                                     |
| 2012 | Tinsel And Lights                   | 4й сольный альбом Трейси Торн, записанный при помощи своего мужа Бена Уотта |
| 2023 | Fuse                                |                                                                             |

### Мини-альбомы
| Year | EP                                      | UK | U.S. |
| ---- | --------------------------------------- | -- | ---- |
| 1992 | Covers EP                               | 13 | -    |
| 1993 | The Only Living Boy in New York EP      | 42 | -    |
| 1993 | I Didn't Know I Was Looking for Love EP | 72 | -    |
| 1994 | Missing — the Live EP                   | -  | -    |

### Синглы
| Year | Song                                                                            | UK | IRL | U.S. | U.S. Dance | Album                               |
| ---- | ------------------------------------------------------------------------------- | -- | --- | ---- | ---------- | ----------------------------------- |
| 1983 | «Night and Day»                                                                 | -  | -   | -    | -          | —                                   |
| 1984 | «Each and Every One»                                                            | 28 | 19  | -    | -          | Eden                                |
| 1984 | «Mine»                                                                          | 58 | -   | -    | -          | —                                   |
| 1984 | «Native Land»                                                                   | 73 | -   | -    | -          | —                                   |
| 1985 | «When All’s Well»                                                               | -  | -   | -    | -          | Love Not Money                      |
| 1985 | «Angel»                                                                         | -  | -   | -    | -          | Love Not Money                      |
| 1986 | «Come On Home»                                                                  | 44 | 27  | -    | -          | Baby, the Stars Shine Bright        |
| 1986 | «Don’t Leave Me Behind»                                                         | 72 | -   | -    | -          | Baby, the Stars Shine Bright        |
| 1988 | «These Early Days» (remix)                                                      | 75 | -   | -    | -          | Idlewild                            |
| 1988 | «I Always Was Your Girl»                                                        | -  | -   | -    | -          | Idlewild                            |
| 1988 | «I Don't Want to Talk About It»                                                 | 3  | 3   | -    | -          | Idlewild                            |
| 1988 | «Love Is Here Where I Live»                                                     | -  | -   | -    | -          | Idlewild                            |
| 1990 | «Driving»                                                                       | 54 | 30  | -    | -          | The Language of Life                |
| 1990 | «Take Me» (Hamblin remix)                                                       | -  | -   | -    | -          | The Language of Life                |
| 1991 | «Old Friends»                                                                   | -  | -   | -    | -          | Worldwide                           |
| 1991 | «Twin Cities» (Wildwood remix)                                                  | -  | -   | -    | -          | Worldwide                           |
| 1994 | «Rollercoaster»                                                                 | 65 | -   | -    | -          | Amplified Heart                     |
| 1994 | «Missing»                                                                       | 69 | -   | -    | -          | Amplified Heart                     |
| 1995 | «Missing» (Todd Terry remix)                                                    | 3  | 3   | 2    | -          | Amplified Heart                     |
| 1996 | «Walking Wounded»                                                               | 6  | 29  | -    | -          | Walking Wounded                     |
| 1996 | «Wrong»                                                                         | 8  | 20  | 68   | 1          | Walking Wounded                     |
| 1996 | «Single»                                                                        | 20 | -   | -    | -          | Walking Wounded                     |
| 1996 | «Driving» (remix)                                                               | 36 | -   | -    | -          | The Best of Everything but the Girl |
| 1997 | «Before Today»                                                                  | 25 | -   | -    | -          | Walking Wounded                     |
| 1998 | «The Future of the Future (Stay Gold)» (Deep Dish with Everything but the Girl) | 31 | -   | -    | 1          | Temperamental                       |
| 1999 | «Five Fathoms (Love More)»                                                      | 27 | -   | -    | 1          | Temperamental                       |
| 1999 | «Blame»                                                                         | -  | -   | -    | -          | Temperamental                       |
| 2000 | «Temperamental»                                                                 | 72 | -   | -    | 1          | Temperamental                       |
| 2000 | «Lullaby of Clubland»                                                           | -  | -   | -    | 3          | Temperamental                       |
| 2001 | «Tracey in My Room» (Mash-up — credited to EBTG vs Soul Vision)                 | 34 | -   | -    | -          | —                                   |
| 2002 | «Corcovado»                                                                     | -  | -   | -    | -          | Red Hot + Rio                       |